# رؤیا تیموریان
دلارا «رؤیا» تیموریان (زادهٔ ۱۳۳۸) بازیگر اهل ایران است. او برای نقش‌آفرینی در مرد بارانی (۱۳۷۸)، گوشواره (۱۳۸۵)، و شیفتگی (۱۳۹۲) ، نامزد دریافت جایزهٔ بهترین بازیگر زن از جشنواره فیلم فجر شده است.

## زندگی‌نامه
وی فعالیت سینمایی را با بازی در حسرت دیدار (محرم زینال‌زاده) در سال ۱۳۷۳ شروع کرده است. رؤیا تیموریان در جشن بزرگداشت خود در جشنواره فجر ۱۳۹۴ روی صحنه خطاب به وزیر فرهنگ، علی جنّتی گفت: «آقای وزیر دو سال قبل از همین تریبون رسمی گفتم که مهربانی و خوش‌رویی کلید درهای بسته است، امیدوارم سال آینده به خاطر بهرام بیضایی بزرگداشتی برای ایشان به اندازه‌ای که باید باشد، بگیریم.»

### زندگی شخصی
رؤیا تیموریان ابتدا با میر ولی‌الله مدنی که از تهیه‌کنندگان سینماست ازدواج کرده بود و بعد از چند سال از هم جدا شدند و دو دختر به نام دنیا مدنی (متولد ۱۳۶۹) و درنا مدنی (متولد ۱۳۷۱) دارند و در سال ۱۳۸۲ با مسعود رایگان ازدواج کرد.

## فیلم‌شناسی

### سینمایی
| سال تولید | نام فیلم               | کارگردان                 | نقش        |
| --------- | ---------------------- | ------------------------ | ---------- |
| ۱۴۰۱      | کت چرمی                | حسین میرزامحمدی          |            |
| ۱۴۰۱      | هوک                    | حسین ریگی                |            |
| ۱۴۰۰      | ملاقات خصوصی           | امید شمس                 |            |
| ۱۴۰۰      | شادروان                | حسین نمازی               |            |
| ۱۳۹۷      | خداحافظ دختر شیرازی    | افشین هاشمی              |            |
| ۱۳۹۷      | سودابه                 | محمدعلی سجادی            |            |
| ۱۳۹۶      | خانه دختر              | شهرام شاه حسینی          | مادر منصور |
| ۱۳۹۵      | پشت دیوار سکوت         | مسعود جعفری جوزانی       |            |
| ۱۳۹۴      | من ناصر حجازی هستم…    | امیر رفیعی نیما طباطبایی |            |
| ۱۳۹۴      | پولاریس                | سودابه مرادیان           |            |
| ۱۳۹۳      | خبر خاصی نیست          | مصطفی شایسته             |            |
| ۱۳۹۲      | برف                    | مهدی رحمانی              |            |
| ۱۳۹۲      | شیفتگی                 | علی زمانی عصمتی          |            |
| ۱۳۹۱      | چه خوبه که برگشتی      | داریوش مهرجویی           |            |
| ۱۳۹۱      | دلتنگی‌های عاشقانه      | رضا اعظمیان              |            |
| ۱۳۹۰      | به امید دیدار          | محمد رسول‌اف              |            |
| ۱۳۹۰      | ابرهای ارغوانی         | سیامک شایقی              |            |
| ۱۳۸۹      | گزارش یک جشن           | ابراهیم حاتمی‌کیا         |            |
| ۱۳۸۷      | پستچی سه بار در نمی‌زند | حسن فتحی                 |            |
| ۱۳۸۷      | زادبوم                 | ابوالحسن داودی           |            |
| ۱۳۸۷      | شیرین                  | عباس کیارستمی            |            |
| ۱۳۸۶      | تنهایی                 | حجت قاسم‌زاده اصل         |            |
| ۱۳۸۶      | روی خط صفر             | آرش قادری                |            |
| ۱۳۸۵      | سنتوری                 | داریوش مهرجویی           | مادر علی   |
| ۱۳۸۵      | گوشواره                | وحید موسائیان            |            |
| ۱۳۸۴      | شهر آشوب               | یدالله صمدی              |            |
| ۱۳۸۳      | کافه ستاره             | سامان مقدم               |            |
| ۱۳۸۳      | بید مجنون              | مجید مجیدی               |            |
| ۱۳۸۱      | گاهی به آسمان نگاه کن  | کمال تبریزی              |            |
| ۱۳۸۰      | تیک                    | اسماعیل فلاح‌پور          |            |
| ۱۳۸۰      | قارچ سمی               | رسول ملاقلی‌پور           | همسر دومان |
| ۱۳۷۹      | زندان زنان             | منیژه حکمت               |            |
| ۱۳۷۹      | مریم مقدس              | شهریار بحرانی            |            |
| ۱۳۷۸      | دفتری از آسمان         | پرویز شیخ‌طادی            |            |
| ۱۳۷۸      | شراره                  | سیامک شایقی              |            |
| ۱۳۷۸      | مرد بارانی             | ابوالحسن داوودی          |            |
| ۱۳۷۷      | لژیون                  | ضیاءالدین دری            |            |
| ۱۳۷۳      | حسرت دیدار             | محرم زینال زاده          |            |

### مجموعه تلویزیونی
| سال       | نام مجموعه       | نقش            | کارگردان         | توضیحات          |
| --------- | ---------------- | -------------- | ---------------- | ---------------- |
| ۱۴۰۱      | بی‌گناه           | ناهید ریاحی    | مهران احمدی      | شبکه نمایش خانگی |
| ۱۴۰۰      | جیران            | کفایت خاتون    | حسن فتحی         | شبکه نمایش خانگی |
| ۱۳۹۹      | سرباز            | مادر یحیی      | هادی مقدم دوست   | شبکه ۳           |
| ۱۳۹۸      | هم گناه          | فریده صبوری    | مصطفی کیایی      | نمایش خانگی      |
| ۱۳۹۷      | حوالی پاییز      | پروین          | حسین نمازی       | شبکه ۳           |
| ۱۳۹۷      | دیوار به دیوار ۲ | پوران ابریشمی  | سامان مقدم       | شبکه ۳           |
| ۱۳۹۶      | دیواربه‌دیوار     | پوران ابریشمی  | سامان مقدم       | شبکه ۳           |
| ۱۳۹۴–۱۳۹۵ | گاراژ ۸۸۸        |                | سام کلانتری      |                  |
| ۱۳۹۴      | نفس گرم          | مونس نداف      | محمدمهدی عسگرپور | شبکه ۱           |
| ۱۳۹۲      | یادآوری          | فریده          | حجت قاسم‌زاده اصل | شبکه آی فیلم     |
| ۱۳۹۱      | یه تیکه زمین     | خاتون          | مهدی کرم پور     | شبکه ۲           |
| ۱۳۹۱      | راستش را بگو     | آسیه           | محمدرضا آهنج     | شبکه ۱           |
| ۱۳۸۸      | شمس‌العماره       | پری            | سامان مقدم       | شبکه ۲           |
| ۱۳۸۷      | شیخ بهایی        |                | شهرام اسدی       | شبکه ۲           |
| ۱۳۸۶      | ساعت شنی         | زهره           | بهرام بهرامیان   | شبکه ۱           |
| ۱۳۸۶      | مدار صفر درجه    | آسیه           | حسن فتحی         | شبکه ۱           |
| ۱۳۸۴      | ریحانه           | طوبی           | سیروس مقدم       | شبکه ۳           |
| ۱۳۸۴      | لبه تاریکی       |                | سعید سلطانی      | شبکه ۲           |
| ۱۳۸۱      | آبی مثل دریا     |                | ابولقاسم معارفی  | شبکه ۵           |
| ۱۳۸۰      | دوران سرکشی      |                | کمال تبریزی      | شبکه ۵           |
| ۱۳۸۰      | شب دهم           | تاج الملوک     | حسن فتحی         | شبکه ۱           |
| ۱۳۷۹      | مریم مقدس        | حنا            | شهریار بحرانی    | شبکه ۲           |
| ۱۳۷۸      | راهی بسوی خانه   |                | حمیدرضا معدنچی   | شبکه ۱           |
| ۱۳۷۷      | محاکمه           | ایران تیمورتاش | حسن هدایت        |                  |
| ۱۳۷۷      | گم‌شده            |                | مسعود نوابی      |                  |
| ۱۳۷۶      | زیر یک سقف       |                | عبدالله صادقی    | شبکه ۱           |
| ۱۳۷۵      | بر بال دوست      |                | مسعود آب‌پرور     | شبکه ۳           |
| ۱۳۷۴      | شبحی در تاریکی   |                | محسن شاه محمدی   | شبکه ۱           |
| ۱۳۶۷      | رعنا             | تهمینه دانایی  | داوود میرباقری   | شبکه ۱           |

- خندوانه (مهمان)
- دورهمی (مهمان)

### تئاتر
- «ماهی سیاه کوچولو»؛ تهران، دانشکدهٔ هنرهای دراماتیک؛ ۱۳۵۸
- نمایش خیابانی «تندس» به کارگردانی منیژه محامدی؛ ۱۳۵۸
- «کتیبه» به کارگردانی منیژه محامدی ـ محمد اسکندری؛ تهران اداره تئاتر، خانه نمایش؛ ۱۳۵۸
- «آبی به رنگ دریا» به کارگردانی ابوالقاسم معارفی؛ ۱۳۶۳
- «مریم و مرداویج» به کارگردانی بهزاد فراهانی؛ تهران، تئاتر شهر؛ ۱۳۶۷
- «تولد» به کارگردانی رکن الدین خسروی؛ ۱۳۶۷
- «ادیپوس» به کارگردانی رکن الدین خسروی؛ تهران، تئاتر شهر، ۱۳۶۸
- «باغ آلبالو» به کارگردانی رکن الدین خسروی؛ تهران، تئاتر شهر، تالار چهارسو؛ ۱۳۷۲–۱۳۷۱
- «معرکه در معرکه» به کارگردانی سیاوش طهمورث؛ تهران، تئاتر شهر، تالار چهارسو؛ ۱۳۷۴–۱۳۷۳
- «بینوایان» به کارگردانی بهروز غریب‌پور؛ تهران، تئاتر شهر، فرهنگسرای بهمن، تالار شهید آوینی؛ ۱۳۷۵
- «شمس» به کارگردانی امیر دژاکام؛ تهران، تئاتر شهر، تالار اصلی؛ ۱۳۷۶
- «هرا» به کارگردانی نصرالله قادری؛ تهران، تئاتر شهر، تالار چهارسو؛ ۱۳۷۶
- «عروسی خون» به کارگردانی علی رفیعی؛ تهران، تالار وحدت؛ ۱۳۷۸
- «پابلو نرودا» به کارگردانی علیرضا کوشک جلالی؛ تهران، تئاتر شهر، تالار چهارسو؛ ۱۳۷۸
- «خانهٔ برناردا آلبا» به کارگردانی روبرتو چولی؛ تهران، تئاتر شهر، تالار اصلی؛ ۱۳۸۱–۱۳۸۰جشنواره تئاتر مالمو سوئد ۲۰۰۳ میلادی و جشنواره تئاتر بلژیک

بازی و کارگردانی در نمایشنامه خوانی «فرزند»؛ تهران، تئاتر شهر، کافه تالار اصلی؛ ۱۳۸۲
بازی در نمایشنامه خوانی «im» به کارگردانی مسعود رایگان؛ تهران، تئاتر شهر، کافه تالار اصلی؛ ۱۳۸۲
بازی و کارگردانی نمایشنامه خوانی «یک تنبیه با شکوه»؛ تهران، تئاتر شهر، کافه تالار اصلی؛ ۱۳۸۲
- «پنج ثانیه برف» به کارگردانی مرتضی میرمنتظمی؛ تهران، سالن حافظ؛ ۱۳۹۵
- «بازرس» به کارگردانی علیرضا کوشک جلالی؛ تهران، تئاتر شهر، تالار اصلی؛ ۱۳۷۹
- «پابلو نرودا» به کارگردانی علیرضا کوشک جلالی؛ تهران، تماشاخانه ایرانشهر، سالن ناظرزاده؛ ۱۳۹۸

## جوایز و افتخارات
- تندیس زرین نقش اول زن برای فیلم زندان زنان - جشن خانه سینما ـ دوره ششم
- کاندیدا نقش دوم زن برای فیلم مرد بارانی - جشنواره فیلم فجر ـ دوره هجدهم
- کاندیدا نقش دوم زن برای فیلم مرد بارانی - جشن خانه سینما ـ دوره چهارم
- کاندیدا نقش دوم زن برای فیلم تیک - جشن خانه سینما ـ دوره هفتم
- کاندیدا نقش دوم زن برای فیلم قارچ سمی - جشن خانه سینما ـ دوره هفتم
- کاندیدا نقش اول زن برای فیلم کافه ستاره - جشن خانه سینما ـ دوره دهم
- کاندیدا نقش اول زن برای فیلم گوشواره - جشنواره فیلم فجر ـ دوره بیست و پنجم
- کاندیدا نقش اول زن برای فیلم شیفتگی - جشنواره فیلم فجر ـ دوره سی و دوم